# Eine Schwäche für das Leben
Eine Schwäche für das Leben (OT: The Blind Side) ist der Titel eines 1971 publizierten Romans des englischen Schriftstellers Francis Clifford. Erzählt wird die Geschichte der Brüder Richard und Howard Lawrence. Der eine ist Priester in einem Missionshospital in Biafra, der andere spioniert aus politischer Überzeugung für die Sowjetunion. An ihrem Beispiel thematisiert der Autor die Schattenseiten aktivistischer Idealisten, die wissentlich gegen gültige Rechtsnormen verstoßen, aber sich aus vermeintlich höherrangigen Gesichtspunkten zu ihrem Handeln verpflichtet fühlen. Die erste deutsche Übersetzung von Ursula von Wiese erschien 1972, die zweite von Nils-Henning von Hugo unter dem Titel „Alles hat zwei Seiten“ 1989.

## Inhalt

### Überblick
Die Romanhandlung spielt in zwei Sommermonaten zur Zeit des Biafra-Krieges Ende der 1960er Jahre und handelt von zwei Brüdern, die aus ideologischen Gründen sich vom britischen Militär abgewandt haben. Sie erfuhren als Soldaten die Grausamkeit des Krieges: Howard Lawrence als Marinesoldat im Koreakrieg, Richard als Pilot während des Suez-Kriegs. Nach ihren frustrierenden Erlebnissen änderten sie ihre Leben. Howard sympathisierte bereits als Jugendlicher mit dem atheistischen Marxismus und verpflichtete sich während seiner Gefangenschaft in Korea, als russischer Spion zu arbeiten. Als Offizier an den Gesandtschaften in Lissabon und Neapel und v. a. beim Marine-Geheimdienst in London erfährt er von neuen Waffensystemen und NATO-Strategien und verrät sie über Kontaktpersonen an die Sowjetunion.
Richard beendete nach seinem Suez-Einsatz den Militärdienst und leitet als Priester eine Missionsstation in Afrika. Während eines Fluges mit Nahrungsmitteln für die hungernde Bevölkerung wird die Maschine beschossen. Richard wird schwer verletzt nach Großbritannien transportiert. Durch diese Aktion kommen die beiden Brüder nach langer Trennung wieder miteinander in Kontakt. In dieser Zeit gerät Howard durch den Tod eines russischen Agenten, bei dem man belastendes Material findet, unter Verdacht. Er versucht seine Spionagespuren in Lissabon zu verwischen, indem er seinen portugiesischen Kontaktmann tötet, und setzt sich, als seine Enttarnung bevorsteht, nach Österreich ab. In mehreren Gesprächen diskutieren die Brüder seine Situation. Kurz vor dem Tod der Mutter, die Howard noch einmal sehen möchte, überredet Richard ihn, zurückzukehren. Bei seiner Ankunft am Elternhaus wird er verhaftet.

### Richards Mission
Der Priester Richard Lawrence arbeitet seit zwei Jahren für das Kirchenhilfswerk in Biafra. Nachdem seine Missionsstation, ein Hospital und ein Flüchtlingslager in Abaguma Ende Juni durch eine Unterbrechung der einzigen Straße nicht mehr mit Nahrung und Medikamenten versorgt werden können, bricht er zuerst mit seinem Land-Rover bis zur Bergrutschstelle, dann zu Fuß zu einer Reise zum nächsten Flugplatz auf, um auf eigene Faust Hilfe zu holen (Teil I, Kap. 1). In Uziama erfährt er, dass wegen der Kämpfe zwischen Nigeria und Biafra kaum noch Hilfsgüter ankommen, jedoch überredet er die Crew einer Constellation, ihn auf ihrem Rückflug über den Golf von Guinea zur portugiesischen Insel São Tomé mitzunehmen. Dort sucht er die Büros des Roten Kreuzes und anderer karitativer Organisation auf. Alle klagen über den mangelnden Nachschub und haben keine Maschinen, um Nahrungsmittel über Abaguma abzuwerfen (I, 3). Durch Zufall hört Richard von einer mit Hilfsgütern beladenen DC 3 der internationalen Organisation „Die helfende Hand“, die wegen der Erkrankung des Piloten auf der Nachbarinsel Escobar notlanden musste. Er bietet sich, bevor die Ladung irgendwohin verschwindet, der Crew als Pilot an und fliegt zusammen mit dem Navigator Tony Goddard ohne Genehmigung das Flugzeug über die nigerianische Grenze. Über Abaguma wirft Tony die Ladung ab (I, 4). Auf dem Rückflug wird das Flugzeug beschossen und Richard lenkt die Maschine schwer verletzt zum Flughafen nach São Tomé. Er überlebt, jedoch muss ihm sein linker Arm amputiert werden.
Howard Lawrence erfährt im Verteidigungsministerium in London von dem Zwischenfall und schaltet die britische Gesandtschaft in Lissabon ein, um diplomatische Verwicklungen wegen des unerlaubten Flugs zu verhindern und den Bruder über Portugal nach London ausfliegen zu lassen (II, 5). Er reist selbst nach Lissabon (II, 6) und bringt Richard zur Genesung zu ihrer kranken Mutter „Tibbie“ ins Haus „Wyndhams“ in Marsden (II, 7). Nach seiner Genesung erhält Richard vom Bischof in Westonlake einen Tadel wegen seiner eigenmächtigen Entfernung von der ihm anvertrauten Kirchengemeinde und der Verstöße gegen internationales Recht. Wichtiger als das körperliche Überleben sei das Seelenheil und gute Absichten seien keine Entschuldigung, gegen die Disziplin zu verstoßen. Der Bischof weist ihm eine Stelle als Kurat bei Pfarrer Somerset in Evensham zu. Richard verteidigt sich mit dem über dem Gehorsam stehenden höheren Gebot, das Leben der Menschen der Station zu retten. Noch mehr als der Tadel des Bischofs belastet ihn kurz darauf die Nachricht von der Bombardierung des Missionsspitals, bei der viele Menschen getötet wurden. Vielleicht, überlegt er, hofften sie auf den erneuten Abwurf von Hilfsgütern (III, 9).

### Howards Spionagetätigkeit
Howards Unzufriedenheit mit Staat, Gesellschaft und Religion reicht zurück in seine Kindheit. Er litt unter dem Streit der Eltern und der Herrschsucht der Mutter, die sich wünschte, dass ihre Söhne nach dem Vorbild des Vaters zur Armee gehen, und in Kriegszeiten zuerst an den Aktienkurs dachte. Obwohl sein Bruder die Kindheit offenbar anders empfand, bezieht Howard Richard in diese Bewertung ein und spricht nach dessen Rückkehr ihm gegenüber seine Kritik offen aus. Dass seine Mutter jetzt krank ist, der Garten verwildert und das Haus Zerfallserscheinungen zeigt, erfülle ihn mit Freude, während Richard darauf mit Mitleid reagiert.
Das auslösende Ereignis für seinen Wechsel ins feindliche ideologische Lager war seine Gefangenschaft, nachdem er als Leutnant mit drei Kameraden ein Landungskommando in Korea anführte; um Minenvorrichtungen des Feindes zu erforschen. Er ließ sich, da sich seine Gesellschaftskritik in der Jugendzeit aufgebaut hatte, bereitwillig als Spion anwerben. Nach der Entlassung und der Rückkehr nach Europa arbeitete er im britischen Marine-Geheimdienst an den Gesandtschaften in Lissabon und Neapel und anschließend im Verteidigungsministerium in London. Hier hat er Einblick in militärische Geheimdokumente, z. B. den ASLD-Versuch über eine elektronisch gesteuerte Unterwasser-Sondierung, um Kaltwasserschichten in der Umgebung eines U-Bootes ausfindig zu machen. Er fotografiert diese Materialien und deponiert den mit einer Schreibmaschine geschriebenen chiffrierten Text in einem „toten Briefkasten“ im Regents-Park, aus dem ihn sein Verbindungsmann Alexander Donskoy von der sowjetischen Botschaft abholt. Mit „Alex“ fühlt er sich freundschaftlich verbunden. Der Russe hat ihm einen Geheimpass gegeben, mit dem er sich bei seiner Enttarnung ins Ausland absetzen kann, und ihm ein Leben unter einer neuen Identität versprochen. Beim nächsten persönlichen Treffen der beiden auf einem Golfplatz in der Nähe von Marsden wird der Kontaktmann während eines plötzlich aufziehenden Unwetters von einem Blitz getötet. Man findet in seinen Taschen die verschlüsselten Dokumente (II, 8). Howard gerät in Verdacht, wird beschattet und von einem Kriminalbeamten mehrmals verhört (III, 10, IV, 14). Da er alle Beweismittel, z. B. Fotoapparat, Schreibmaschine, beseitigt hat und sein Zimmer ohne Ergebnis durchsucht wurde, wartet er zuerst einmal die Entwicklung ab. Doch seine Lage verschlechtert sich, als er von seiner ehemaligen Geliebten Gillian, der Frau des Lissaboner Ersten Botschaftsrates Shelly, erfährt, dass ihr Mann ein finanzielles Angebot erhalten hat, in den nächsten Tagen Informationen über englische Spione zu bekommen (IV, 12). Er ist beunruhigt und denkt an den Kontaktmann aus seiner portugiesischen Zeit Rafael Macerda. Mit seinem Geheimpass fliegt er unter dem Namen Bruce Elliot nach Lissabon, beschattet Shelly, folgt ihm abends zu einem Vorstadt-Mietshaus, erfährt, dass dort Marceda wohnt, schlägt ihn nieder und ertränkt ihn in der Badewanne. (IV, 13) Noch in der Nacht fliegt er über Paris nach London zurück.

### Die Diskussion der Brüder über ihre unterschiedlichen Ideologien
In Großbritannien hat sich inzwischen das Netz um ihn durch neue Indizien, ein in Alex‘ Tasche entdeckter Golfball, zusammengezogen und er fürchtet, dass der Mord sinnlos war und ihn nicht retten wird. Er hat das Bedürfnis, mit einem Menschen, dem er vertrauen kann, über seine Situation zu sprechen. Durch seine Spionagetätigkeit und die Angst vor Entdeckungen hat er sich von seinen alten Bekannten isoliert. Auch lebt er getrennt von seiner in Redhill wohnenden Frau Jessica und ihren Töchtern Ann und Clare (III, 10). Nach achtjähriger Ehe hat Jessica erkannt, dass er sich wie ein „Chamäleon“ verhält. Er hat wechselnde sexuelle Kontakte z. B. zu June, seiner Nachbarin in Hampstead, oder Gillian, die ihn in London besucht. So wendet er sich vor seinem Untertauchen an seinen Bruder (V, 16):
Howard rechtfertigt den Mord mit dem drohenden Verrat Macerdas. Dieser habe nur finanzielle Interessen, während er aus ideologischen Motiven gehandelt habe. Er wolle der Verfolgung entkommen und er hofft auf russische Unterstützung beim Aufbau einer neuen Identität. Richard kritisiert am Bruder das falsche Spiel und die fehlende Geradlinigkeit „Alles an ihm war Lüge, Korruption, eine Übung im Überleben“ (V, 16). Er lebe nur für sich und habe keine Verpflichtungen seiner Frau, den Töchtern und der Mutter gegenüber übernommen. Er glaubt Howard nicht die ideologischen Gründe und sieht persönliche Motive: Er habe immer Eindruck auf andere machen wollen, v. a. auf Frauen. Als Antrieb zur Spionage vermutet er auch Rache, weil er beim Militär nicht recht vorankam. Trotz den Vorwürfen der Heuchelei und Tarnung sowie des Landesverrats hat er Mitleid mit seinem einsamen Bruder.
Als die Mutter im Sterben liegt und ständig nach dem abwesenden Howard fragt, vermutet Richard, dass der Bruder an den einzigen Ort mit schöner Erinnerung an einen gemeinsamen Winterurlaub geflohen ist, und reist nach Steyrhofen in Österreich. Er überredet ihn, trotz der drohenden Verhaftung, zur Rückkehr, damit seine Mutter in Frieden sterben kann. Er appelliert an ihn, die schlechten Kindheitserinnerungen zu vergessen: „Tu etwas für einen anderen Menschen“. Er analysiert seine Situation: Er sei in einem Vakuum und solle sich klar darüber werden, dass seine Zukunft im Ausland genauso unsicher sei, wie ihn seine Vergangenheit gefangen halte. Er solle nach Hause kommen. (V, 17) Howard stimmt schließlich zu und kehrt mit ihm nach Marsden zurück. Doch seine Mutter ist bereits gestorben und auf ihn warten Polizisten, um ihn zu verhaften. Howard beschuldigt Richard, ihn in eine Falle gelockt zu haben, dieser bestreitet das (V, 17).

### Die Schattenseiten des Idealismus (The Blind Side)
Nach der Beerdigung der Mutter liest Richard Howards Brief an ihn. Darin erklärt er seinen Vorwurf, Richard habe ihm eine Falle gestellt, und fragt ihn, ob nicht auch er in seinem Leben andere Menschen den Preis für seine guten Absichten habe bezahlen lassen, z. B. als er von der Luftwaffe wegging, sich von seiner damaligen Freundin Rosalind trennte und Priester wurde: „Meiner Meinung nach war keiner von uns das, wofür wir uns hielten. Ich will keine Vergleiche ziehen, aber auch Du hattest deine Opfer…“ Er habe von ihm verlangt, sich wegen der Mutter in Gefahr zu bringen. Aber sei es im Grunde genommen nicht um ihn selbst gegangen? „Alles weist darauf hin, dass Mitgefühl für Dich nichts anderes ist als ein Mittel, Forderungen an andere zu stellen…“ (V, 18)
Richards Kollege Daniel Somerset meint dazu nachdenklich: „Wir alle haben einen blinden Fleck. […] Man lehrt uns […] uns selbst kritisch zu betrachten […] Als sich Ihr Bruder entschloss, mit Ihnen zurückzukehren, handelte er ganz und gar uneigennützig. Und das ist doch Liebe, nicht wahr?“ (V, 18) 

## Form
Der Handlungsaufbau ist traditionell linear und orientiert sich an Mustern der Kriminal-, Spionage- und Abenteuerromane. Im Wechsel werden die Geschichten Richards und Howards in personaler Form aus deren Perspektiven erzählt. Durch die Einbeziehung weiterer Personen (Bischof, Pfarrer Somerset) entsteht bei den Gesprächen über subjektive Motive bei ethischem Handeln eine gewisse Polyperspektive.

## Historischer Hintergrund
Als militärpolitischen Hintergrund seines Romans über zwei ideologisch unterschiedliche Brüder wählt der Autor drei Stellvertreterkriege, die zur Entstehungszeit des Romans in Europa im Zusammenhang mit der Kritik am Kolonialismus diskutiert wurden: Koreakrieg, Suezkrise und der von ausländischen Mächten unterstützte Bürgerkrieg zwischen Nigeria und Biafra. Die Insel São Tomé, von der aus die Hilfsgüter ins Kriegsgebiet geflogen wurden, war zu dieser Zeit noch portugiesische Kolonie. Der Begriff Biafra-Kind wurde zum Symbol für hungernde und unterernährte Kinder Afrikas. Eine zunehmend wichtige Rolle kam den im Jahr 1968 einsetzenden humanitären Hilfsflügen zu, die im Wesentlichen von den Inseln São Tomé und Fernando Póo aus während der Dunkelheit Biafra ansteuerten. Da Biafra nach dem Verlust der wichtigsten Städte keinen Flughafen mehr besaß, wurden improvisierte Rollfelder zum Umladeplatz der Lebensmittel, aber auch der Waffenlieferungen. Am 5. Juni 1969 schoss eine nigerianische MiG-17 eine vom Roten Kreuz gecharterte Douglas DC-7 ab. Als das Internationale Komitee vom Roten Kreuz (IKRK) darauf die Hilfsflüge einstellte, verschlechterte sich die Versorgungslage weiter. Diese Informationen hat Clifford in seine Richard-Geschichte eingearbeitet.

## Autobiographische Bezüge
Zwischen den Biographien des Autors und seiner beiden Protagonisten gibt es einige Ähnlichkeiten: Geheimdienst, Kriegsverletzung, Konversion zum Katholizismus. Thompson war Soldat der „Burma Rifles“, einem britischen Kolonialregiment: ab 1939 als Offizier einer Fallschirmjäger-Spezialeinheit und des Geheimdienstes (Special Operations Executive) in Burma, Indien und London. Als Invalide kehrte er nach Großbritannien zurück. 1951 trat er zum Katholizismus über.

## Rezeption
Francis Clifford war in den 1950er, 1960er und 1970er Jahren ein erfolgreicher Autor v. a. von mit Spannungsaktionen aufgebauten Kriminalromanen und Agententhrillern, die in fast alle europäischen Sprachen übersetzten wurden. Einige dienten als Vorlagen für prominent besetzte Filme: z. B. „Act of Mercy“ (1960) unter dem Titel „Guns of Darkness“ mit David Niven und „The Naked Runner“ (1966) mit Frank Sinatra in der Hauptrolle (1967). Mehrmals wurden Cliffords Romane ausgezeichnet. Den Silver Dagger Preis der britischen „Crime Writers’ Association“ (CWA) für den zweitbesten britischen Kriminalroman erhielten 1969 „Another Way of Dying“ (1968) und 1974 „The Grosvenor Square Goodbye“ (1974). Auf die Shortlist des Edgar Allan Poe Award der Mystery Writers of America (MWA) wurden „Amigo, Amigo“ (1973) und „The Grosvenor Square Goodbye“ (1974) gesetzt.
In Rezensionen wird der Autor mit Len Deighton, John le Carré und Graham Greene verglichen. Das Londoner Literatur-Magazin „The Times Literary Supplement“ bewertet den Roman „Eine Schwäche für das Leben“ als „einen ausgewogene[n], glänzend angelegte[n] Spannungsroman. Cliffords Charaktere sind hervorragend gekennzeichnet, sein Buch ist so klug und herausfordernd wie atemberaubend.“ Der Kritiker des „San Francisco Chronicle“ würdigt im Spätwerk des Autors die Verbindung von Spannungsaktionen mit der ethischen Fragestellung nach der Verantwortung der Protagonisten für sich und andere: „Mit seinem neuen, nur den besten Werken Graham Greenes vergleichbaren Roman ist es ihm gelungen, die Kunst, Erregung zu wecken, mit einem tiefen Verständnis des menschlichen Herzens in seiner Hoffnung und seiner Qual zu verbinden.“